# Doki Doki Morning
"Doki Doki Morning" (ド・キ・ド・キ☆モーニング, Doki Doki Mōningu, lit. "Amanhecer Palpitante"), estilizado como "DO・KI・DO・KI☆MORNING", é o primeiro DVD single lançado pelo grupo japonês de kawaii metal Babymetal. Foi lançado em 24 de outubro de 2011 através da Jūonbu, sub-gravadora da Toy's Factory, limitadamente para venda em eventos ao vivo e online. Alguns dias após seu lançamento físico, foi lançado digitalmente, sendo o primeiro single lançado para o álbum Babymetal (2014). 

## Antecedentes
Em 28 de novembro de 2010, Sakura Gakuin, um grupo idol com conceito escolar, realizou um concerto intitulado Sakura Gakuin Festival☆2010, onde Babymetal foi oficialmente formado como um de seus subgrupos, estreando "Doki Doki Morning" ao vivo. A canção foi primeiramente incluída no álbum de estreia do Sakura Gakuin, Sakura Gakuin 2010 Nendo ~message~, em abril de 2011. O processo de gravação da canção foi iniciado em 30 de outubro de 2010, como foi revelado no DVD do Sakura Gakuin, Sakura Gakuin First Live & Documentary 2010 to 2011 ~Smile~.

## Lançamento e vídeo musical
"Doki Doki Morning" foi lançado no Japão em 24 de outubro de 2011, em formato de DVD single. Alguns dias após seu lançamento físico, em 1 de novembro de 2011, a canção também foi lançada como single digital. Além disso, o single também foi lançado em formato de CD single em abril de 2012, vendido limitadamente no concerto ao vivo 15 Minutes One of Them Game!!, e online.
Quando seu vídeo musical, dirigido por Shimon Tanaka, foi publicado no YouTube em outubro de 2011, causou "aclamação e choque mundial". Focado inicialmente por fãs japoneses da cultura idol, rapidamente o vídeo se espalhou mundialmente, recebendo 1 300 comentários, em sua maioria em inglês; e em 16 de dezembro do mesmo ano, seu vídeo musical já havia sido assistido mais de 380 mil vezes, com suas visualizações vindo principalmente do Japão, América do Norte, Rússia, Suécia e Finlândia. Ao fim do ano de 2012, seu vídeo musical veio a ultrapassar 1 milhão de visualizações.

## Composição
"Doki Doki Morning" é uma canção bubblegum pop radiofônica viciante com elementos do heavy metal como percussão intensa e guitarras afinadas em tons graves. A canção fala sobre ir à escola e lidar com a pressão de seus colegas, com linhas como "Rin Rin Rin! Bom dia, acorde", onde sua melodia é cantada de forma cativante, comum em canções idol.

## Faixas
O single foi lançado em três edições: DVD single (acompanhando uma toalha com o logo do grupo, ou o logo da Jūonbu Records, gravadora pela qual o single foi lançado), single digital e CD single (acompanhando uma camiseta com o logo do grupo estampado na parte detrás, e na frente a frase are you ready to mosh? estampada).
Informações sobre os compositores, letristas e arranjistas retiradas diretamente do encarte do álbum de estreia do grupo.
| DVD single |                                            |         |  |
| N.º        | Título                                     | Duração |  |
| 1.         | "Doki Doki Morning -Music Video-"          | 3:53    |  |
| 2.         | "Doki Doki Morning -Air Metal Dance ver.-" | 4:04    |  |

| single digital |                     |           |                          |                       |         |  |
| N.º            | Título              | Letras    | Música                   | Arranjo               | Duração |  |
| 1.             | "Doki Doki Morning" | Nakametal | Norizo Murakawa Motonari | Soh Murakawa Motonari | 3:46    |  |

| CD single |                                      |         |  |
| N.º       | Título                               | Duração |  |
| 1.        | "Doki Doki Morning"                  | 3:46    |  |
| 2.        | "Doki Doki Morning -Air Vocal ver.-" | 3:47    |  |

## Desempenho nas paradas musicais
Lançado digitalmente em 2 de novembro de 2011, o single alcançou o 80° lugar na semana de 7 de novembro da parada de lançamentos independentes da Billboard Japan.
| Parada (2011)                                              | Melhor posição |
| ---------------------------------------------------------- | -------------- |
| Japão (Billboard Japan Top Independent Albums and Singles) | 80             |

## Histórico de lançamento
| Região | Data                  | Formato                                                   | Gravadora     |
| ------ | --------------------- | --------------------------------------------------------- | ------------- |
| Mundo  | 24 de outubro de 2011 | DVD single (somente no Japão)                             | Jūonbu        |
| Mundo  | 2 de novembro de 2011 | Download digital (mundialmente, via iTunes)               | Toy's Factory |
| Mundo  | 6 de abril de 2012    | CD single (somente no Japão)                              | Jūonbu        |
| Mundo  | 5 de agosto de 2014   | Download digital (mundialmente, via Amazon Digital Store) | Toy's Factory |